# Ex (ویرایشگر نوشتار)
اکس (ex, extended)،  یک ویرایشگر خط برای سامانه‌های یونیکس است که در آغاز بدست بیل جوی در سال ۱۹۷۶ نوشته شده است و با یک برنامه کهن‌تر نوشته شده بدست چارلز هیلی آغاز می‌شود. پیاده‌سازی‌های پرشماری از این برنامه وجود دارد؛ آنها بدست POSIX استاندارد شده‌اند. 

## تاریخچه
ویرایشگر اصلی یونیکس ed در دهه‌ی ۱۹۷۰ همراه با نسخه‌های Bell Labs این سیستم عامل پخش شد. جورج کولوریس از کالج کوئین مری لندن، که یونیکس را در سال ۱۹۷۳ نصب کرده بود، در سال ۱۹۷۵ نسخه بهبود یافته‌ای به نام em را توسعه داد که می‌توانست از ترمینال‌های ویدیویی بهره ببرد.  کولوریس هنگام بازدید از برکلی، برنامه خود را به بیل جوی ارائه داد که آن را اصلاح کرد تا فشار کمتری بر پردازنده بیاورد. نسخه جوی به ex  تبدیل شد و در توزیع نرم‌افزار برکلی (بی‌اس‌دی) جای گرفت.
در سرانجام به ex یک رابط بصری تمام صفحه (با افزودن به عملیات خط فرمان محور آن) داده شد و در نتیجه به ویرایشگر متن vi تبدیل شد. در سال‌های اخیر، ex به عنوان بخشی از برنامه vi پیاده‌سازی شده است؛ بیشتر انواع vi هنوز دارای " حالت ex" هستند که با کاربری از دستور ex یا از داخل vi برای یک دستور با تایپ کاراکتر : (دونقطه) فراخوانی می‌شود. اگرچه بین قابلیت‌های ex و vi همپوشانی وجود دارد، اما برخی کارها فقط با دستور‌های ex قابل انجام هستند، بنابراین هنگام استفاده از vi مفید باقی می‌ماند.

## ارتباط با vi
دستورهای اصلی ex که مربوط به جستجو و جایگزینی هستند برای vi ضروری هستند. برای مثال، دستور ex :%s/XXX/YYY/g هر نمونه از ... را جایگزین می‌کند.  با  و در vi نیز کار می‌کند.  به معنی هر خط در فایل است. 'g' مخفف global است و به معنی جایگزینی هر نمونه در هر خط است (اگر مشخص نشده باشد، فقط اولین نمونه در هر خط جایگزین می‌شود).

## فراخوانی خط فرمان

### خلاصه
```
ex [-rR] [-s|-v] [-c 
command
] [-t 
tagstring
] [-w 
size
] [
file
...]
```

### آپشن‌ها
-r
بازیابی پرونده‌هایی خاص پس از خرابی سامانه
-R
تنها خواندن
-s
(XPG4 تنها) خاموش می‌کند دسترسی متقابل کاربر را
-v
حالت ویژوال (vi)
-c command
دستور را در بافر اول از فایل اجرا کن، تا ده بار قابل استفاده است (مبهم)
-t tagstring
فایل دارای برچسب ویژه را ادیت کن
-w size
تنظیم اندازه‌ی پنجره
-
(ازرده‌خارج) خاموش می‌کند دسترسی متقابل کاربر را
-l
فعال کردن حالت Lisp
-x
استفاده از رمزنگاری در نوشتن فایل
-C
گزینه‌های رمزنگاری
file
نام پرونده‌هایی که با آنها کار شود

## همچنین ببینید
- فهرست دستور‌های یونیکس

## پیوندهای بیرونی
- ex: text editor – Commands & Utilities Reference, The Single UNIX® Specification, Issue 7 from The Open Group